# Cosco Guangzhou
Cosco Guangzhou je kontejnerová loď vlastněná čínskou rejdařskou společností COSCO (China Ocean Shipping Company). Loď byla postavena v jihokorejském Ulsanu firmou Hyundai Heavy Industries a na svou první plavbu se vydala 25. února 2006.
Cosco Guangzhou má čtyři sesterské lodě: Cosco Hellas, Cosco Ningbo, Cosco Beijing a Cosco Yantian.

## Technická data
Loď má délku 350,56 m, šířku 42,8 m a maximální hloubku ponoru 14,50 m. Její kapacita činí 9449 TEU (Twenty-foot Equivalent Units).
Lodní motor MAN Diesel K98 MC disponuje výkonem 75 000 kW (101 000 k) a dokáže lodi udělit rychlost přes 25 uzlů. 12válcový vznětový motor K98 MC byl první vznětový motor na světě s výkonem větším než 100 000 koní.